# Ashland (Louisiana)
Ashland és una població dels Estats Units a l'estat de Louisiana. Segons el cens del 2000 tenia 291 habitants.

## Demografia
Segons el cens del 2000, Ashland tenia 291 habitants, 121 habitatges, i 87 famílies. La densitat de població era de 4,1 habitants/km².
Dels 121 habitatges en un 27,3% hi vivien nens de menys de 18 anys, en un 57% hi vivien parelles casades, en un 14,9% dones solteres, i en un 27,3% no eren unitats familiars. En el 25,6% dels habitatges hi vivien persones soles el 15,7% de les quals corresponia a persones de 65 anys o més que vivien soles. El nombre mitjà de persones vivint en cada habitatge era de 2,4 i el nombre mitjà de persones que vivien en cada família era de 2,88.
Per edats la població es repartia de la següent manera: un 21,3% tenia menys de 18 anys, un 8,2% entre 18 i 24, un 26,5% entre 25 i 44, un 24,7% de 45 a 60 i un 19,2% 65 anys o més.
L'edat mediana era de 40 anys. Per cada 100 dones de 18 o més anys hi havia 86,2 homes.
La renda mediana per habitatge era de 23.438 $ i la renda mediana per família de 31.875 $. Els homes tenien una renda mediana de 27.083 $ mentre que les dones 23.750 $. La renda per capita de la població era de 12.652 $. Entorn del 33,7% de les famílies i el 32% de la població estaven per davall del llindar de pobresa.

## Poblacions més properes
El següent diagrama mostra les poblacions més properes.